# Martín Revuelo
Martín Jiménez Jiménez, artísticamente conocido como Martín Revuelo o Martín Jiménez Revuelo (Madrid, 11 de marzo de 1945-Sevilla, 21 de enero de 2012), fue un cantaor y bailaor flamenco español.

## Biografía
Nacido en el barrio madrileño de Vallecas, se trasladó con su familia a vivir a Sevilla cuando contaba doce años. Allí se casó y tuvo durante toda su vida como compañera de espectáculo a la trianera, Juana la del Revuelo. Juntos formaron pareja donde Martín cantaba y bailaba. Fue un especialista en el cante festero y las bulerías, de las que destacó las llamadas «autonómicas» (en catalán, gallego y asturiano). Aunque una enfermedad en la garganta hizo que perdiera la voz, siguió en el espectáculo con su mujer, y más tarde con su hijo, el guitarrista Martín Chico, acompañando las interpretaciones con el compás de palmas y el son. Ese ritmo fue muy apreciado también por otros cantaores y bailaores con los que trabajó como los del grupo Los Bolecos (Farruco, Matilde Coral y Rafael el Negro) o Antonio el Chocolate. Al fallecer, su pareja abandonó el cante.